# Neohermes filicornis
Neohermes filicornis is een insect uit de familie Corydalidae, die tot de orde grootvleugeligen (Megaloptera) behoort. De soort komt voor in het zuidwesten van de Verenigde Staten en het noordwesten van Mexico.